# Smith & Wesson
Смит и Весон (енгл. Smith & Wesson), америчка компанија за производњу стрељачког оружја и муниције.

## Историја
Компанију су основали Хорас Смит и Данијел Б. Весон 1852. године под именом Смит и Весон, у циљу производње раних пушака острагуша са масивним затварачем (тзв. Волканик пушке), док је Смит 1854. конструисао нову муницију за њено пуњење (тзв. Волканик метак), која се састојала од шупљег цилиндричног зрна са барутним пуњењем у шупљини и капислом на дну. Међутим, у време јефтиних и усавршених пушака капислара (спредњача), продаја острагуша у САД ишла је слабо и предузеће је већ 1855. пало под стечај, после чега га је заједно са патентом за пушке острагуше са падајућим затварачем преузео Оливер Винчестер, који је променио име компаније и прославио се производњом пушака репетирки Хенри и Винчестер. Смит и Весон су обновили компанију 1857, производећи прве револвере који су користили сједињени метак са металном чахуром: муницију са бакарном чахуром и ивичним паљењем патентирали су сами (у производњи од 1857, а патентирана 1860), а патент за револвере са ротирајућим добошом, који је компанија Колт развила 1836, истекао је 1856. године.

## Производи

### Револвери
- Смит и Весон модел 1, са 7 метака калибра 0,22 инча (5,6 мм), у продаји од 1858. године.[3]
- Смит и Весон модел 2 Војни, са 6 метака калибра  0, 32 инча (8,1 мм), у продаји од 1861. године.[2][3]
- Смит и Весон модел 3, са 6 метака калибра 0,44 инча (11,2 мм), у продаји од 1870. године.[4]